# Morning Edition
Morning Edition ist das morgendliche Nachrichtenprogramm des öffentlichen Hörfunknetzwerkes National Public Radio (NPR) in den Vereinigten Staaten von Amerika.
Die zweistündige Sendung wird montags bis freitags ausgestrahlt (auch an Feiertagen). Sie wird von 05:00 bis 07:00 Uhr (Ostenküstenzeit) live produziert und danach bis mittags als Dauerschleife („Feed“) wiederholt. Wenn erforderlich, wird die Sendung während der Wiederholung aktualisiert. Lokale Partnerstationen übernehmen den Feed und strahlen ihn zu einer bei ihnen vor Ort passenden Zeit aus. Die meisten Stationen senden Morning Edition von 05:00 bis 09:00 Uhr Ortszeit.
Die Sendung wird seit 1979 ausgestrahlt und bildet zusammen mit ihrem Gegenstück am Nachmittag (All Things Considered) die Flaggschiffe von NPR News der Nachrichtenredaktion von NPR. Sie erreichte im Jahr 2017 eine Einschaltquote von 14,9 Millionen Zuhörern.
Inhaltlich ist Morning Edition mit den Informationen am Morgen im Deutschlandfunk vergleichbar und bietet Korrespondentenberichte und Interviews zu aktuellen Themen aus nationaler und internationaler Politik, Wirtschaftsnachrichten u. ä.
Ihr Wochenend-Gegenstück ist die Sendung Weekend Edition. Inhaltlich ist deren Fokus hin zu mehr Unterhaltung und Kultur verschoben. So bietet Weekend Edition mehr Raum für kulturelle Berichterstattung.

## Konzept
Jede Sendestunde besteht aus fünf Segmenten (A–E). Dieser Programmrahmen bietet den Partnerstationen eine große Flexibilität: Sie können die einzelnen Segmente komplett, teilweise oder gar nicht übernehmen. Sie haben so die Möglichkeiten, eigene Berichte und Reportagen innerhalb der Sendung auszustrahlen. Es gibt zum einen dezidierte Zeitfenster, die die Partnerstationen füllen können (sogenannte „station breaks“), sie können aber auch lediglich einzelne Reportagen durch lokale Berichterstattung ersetzen.
Am Beginn der Sendestunde steht eine 60-sekündige Kurzzusammenfassung („Billboard“) der Top-Themen der nächsten Stunde. Viele Stationen ersetzen die Originalversion durch eine lokale Variante. Danach folgen die Nachrichten. Der Nachrichtenblock ist neun Minuten lang und hat zwei kurze Pausen nach drei bzw. sechs Minuten. In diesen Pausen scheren viele Partnerstationen aus den Hauptnachrichten aus und senden lokale Nachrichten, Verkehrsfunk etc.
Das A-Segment beginnt zur Minute 10 und dauert neun Minuten. In diesem Block wird das Hauptthema des Tages behandelt. In der Regel wechselt der Inhalt des A-Segments zwischen den beiden Sendestunden. Der Block bietet Berichte von NPR-Korrespondenten, dazu Interviews und Analysen. Zur Minute 19 endet der Block und es folgt ein zweiminütiges Fenster, das die Partnerstationen füllen können (bspw. mit lokalen Schlagzeilen, Verkehrsfunk oder Werbung). Für die Stationen, die keine lokale Berichterstattung einschieben, sondern beim Hauptprogramm bleiben, wird eine Programmvorschau auf All Things Considered, gefolgt von einem Musikblock, gesendet.
Das B-Segment beginnt zur Minute 21 und dauert knapp acht Minuten. Inhaltlich variiert der Block je nach Themenlage. Oft wird er gänzlich für Interviews genutzt. Er endet mit Werbung und einem 30-Sekunden-Fenster für die Partnerstationen. Um Punkt halb wird eine lustige, bisweilen skurrile Nachrichtenmeldung gesendet. Diese dient als Lückenfüller, bis die Partnerstationen wieder zum Hauptprogramm zurückkehren. Daher trägt die Meldung auch den Spitznamen „station return“. Ihr folgt eine fünfminütige Nachrichtensendung. Wie die Hauptnachrichten zur vollen Stunde enthält auch dieser Nachrichtenblock eine Möglichkeit für das Ausscheren zu lokaler Berichterstattung (nach rund drei Minuten).
Das C-Segment schließt sich an die Nachrichten an und dauert vier Minuten. Meist wird hier ein kultureller Beitrag gesendet. Viele Partnerstationen ersetzen dieses Segment komplett mit eigener Berichterstattung. Das Segment endet mit einem 30 Sekunden langen Musikblock. Viele Stationen nutzen den Musikblock für lokale Schlagzeilen.
Das D-Segment beginnt zur Minute 40 und dauert neun Minuten. Es endet mit einem zwei minütigen Zeitfenster für die Partnerstationen. Wie im A-Segment wird auch hier (für Stationen die keine lokale Berichterstattung einschieben) Programmvorschau und Musik gesendet.
Das E-Segment beginnt zur Minute 51, dauert rund sieben Minuten und hat hauptsächlich Wirtschaftsberichterstattung zum Inhalt. Viele Stationen strahlen an dieser Stelle die Wirtschaftssendung Marketplace Morning Report aus. Ab Herbst 2014 soll der Marketplace Morning Report ein integraler Bestandteil von Morning Edition werden. Die Sendestunde schließt mit einem Musikblock, den die Partnerstationen aber oft wieder mit lokaler Berichterstattung ersetzen.

## Moderatoren
Morning Edition wird in der Regel von zwei Moderatoren gleichzeitig moderiert. Seit 2004 sind dies Steve Inskeep und Renée Montagne. Sie traten die Nachfolge von Bob Edwards an, der die Sendung seit ihrem Start moderiert hatte.
- Barbara Hoctor (1979–1980)
- Bob Edwards (1979–2004)[4]
- Steve Inskeep (seit 2004)[3]
- Renée Montagne (2004–2016)[3][5]
- David Greene (2015–2020)[6]
- Rachel Martin (2016–2023)[7][8]
- Noel King (seit 2018–2021)[9][10]
- A Martinez (seit 2021)[11]
- Leila Fadel (seit 2022)[12]
- Michel Martin (seit 2023)[13]

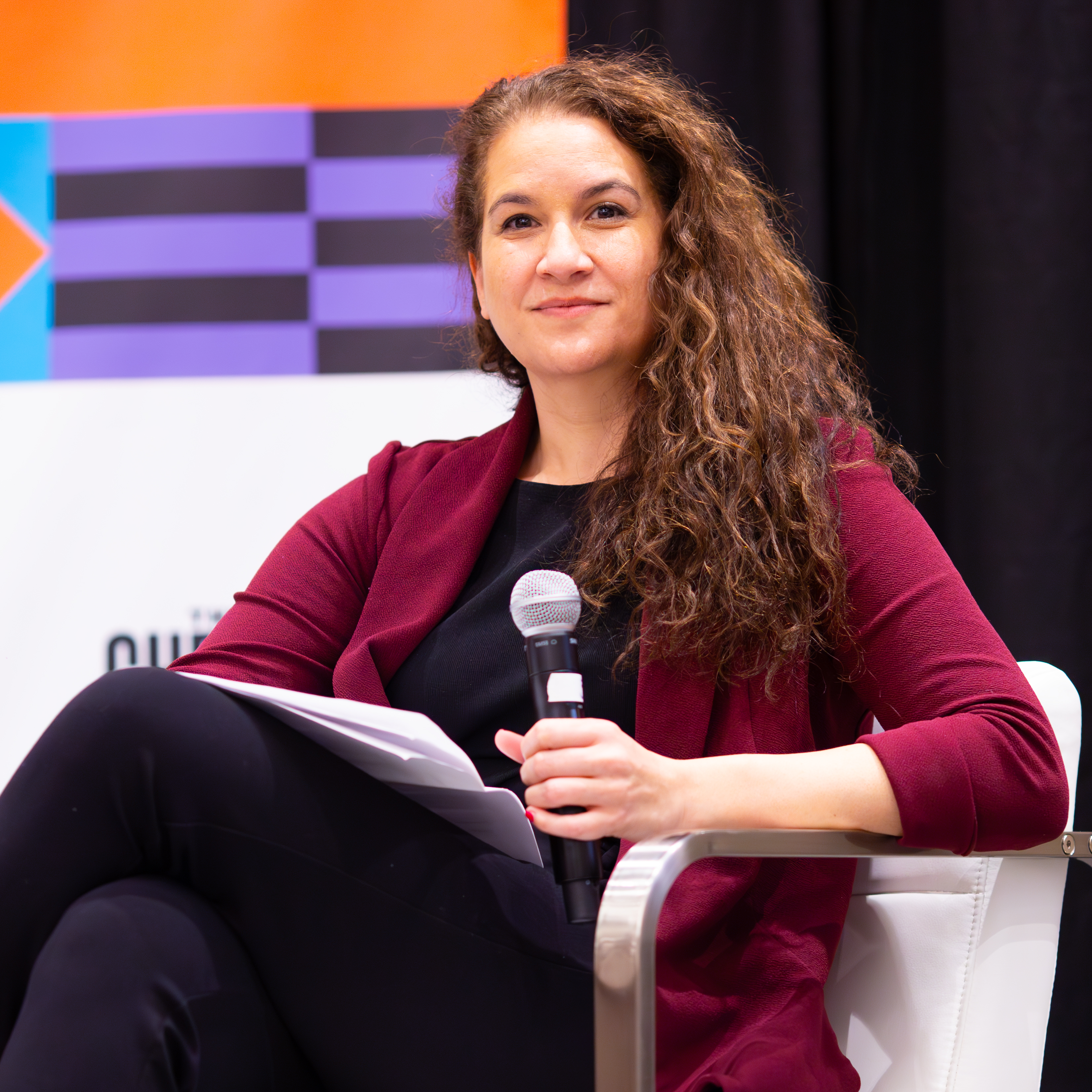
Leila Fadel ist seit 2022 als Moderatorin tätig

Nach Ende der Liveübertragung bleibt einer der beiden Moderatoren im Studio, um die Wiederholungen zu begleiten und gegebenenfalls zu aktualisieren.

## Verbreitung
Neben der Ausstrahlung durch die Partnerstationen sind die Inhalte von Morning Edition zeitverzögert über die Internetseite der Sendung abrufbar. Online findet sich neben dem Audiobetrag meist auch eine Textfassung („Transcript“), so dass man die Berichte und Reportagen auch nachlesen kann.